# A Revolução dos Bichos (quadrinhos)
A Revolução dos Bichos é um romance gráfico criado por Odyr, que adapta o romance homônimo de George Orwell a partir da tradução de Heitor Aquino Ferreira. O livro foi publicado pelo selo Quadrinhos na Cia, da editora Companhia das Letras, em 2018, foi considerada a primeira adaptação oficial do romance  de Orwell no mundo, embora a obra já tivesse sido adaptada no formato de tiras encomendadas pelo  governo britânico na década de 1950, produzida por Norman Pett e Don Freeman, distribuída no México, Índia, Venezuela, Tailândia e Brasil. O livro ainda foi lançado no mesmo ano na Itália (pela editora Mondadori), na Espanha (pela Penguin Random House), na Inglaterra (também pela Penguin) e nos Estados Unidos (pela Houghton Mifflin Harcourt).
Para fazer a arte das 176 páginas do livro, Odyr utilizou a técnica de tinta acrílica. A obra segue a história original, publicada em 1945, fazendo uma sátira à União Soviética através da metáfora de uma fazenda que passa a ser controlada pelos animais.
O livro ganhou, em 2019, o 31º Troféu HQ Mix na categoria "melhor adaptação para os quadrinhos".